# Kalkbrænderihavnsgade
Kalkbrænderihavnsgade er en ca. 2 km lang gade på Østerbro. Det er en bred og kraftigt trafikeret del af ringvejen (O2) øst om København. Mod syd mødes den med Folke Bernadottes Allé ved Kastellet og mod nord mødes den med Strandvænget ved Svanemølleværket.

## Historie
Navnet skyldes naturligvis beliggenheden ved Kalkbrænderihavnen. Havnebassinet blev anlagt syd for Svanemølleværket i 1893. Det erstattede en tidligere kalkbrænderihavn, der lå en smule længere inde i landet, og som måtte flyttes, da Kystbanen blev lagt i den gamle strandkant. Gadens navn fik den i 1918. Gaden er gennem historien blevet længere og længere, idet den har overtaget dele af den tidligere Gittervejs strækning helt frem til Folke Bernadottes Allé. Det nuværende gadeforløb er således ikke ældre end fra 1994.
I vejviseren 1950 er der mest registeret forskellige former for småindustri på gaden, bl.a. sand,-, grus- og singelsforretning, Københavns mørtelværker, Nordhavnsværftet, Frisenborg fabrikker, Dansk Naturhegn, Kalkbrænderihavnens Savværk, samt Café Klædebo (i nr. 34) og forfatteren og digteren Olaf Gynt (1909-1973), i nr. 18.

## Beskrivelse
På den vestlige side ligger jernbanen. Fra Østerbro stiger jernbaneskinnerne på en vold, således at de ved Nordhavn Station er oppe i 2-3-etagers højde. Det eneste hus, der ligger på den vestlige side af Kalkbrænderihavnsgade er et stort, flot murstenshus med tårn, som ligger i krydset Folke Bernadottes Allé/Kalkbrænderihavnsgade på det gamle DSB-terræn. Det er i dag beboet at virksomheden CFL. Bygningen er en fredet gammel toldbygning.
På den østlige side er der en del industri, bl.a. store virksomhedshovedsæder. På samme side lå tidligere dele af Københavns Frihavn bag et højt gitter, da det var et lukket toldområde. Her lå blandt andet UNICEF's lagerbygning, der var Danmarks største før det blev revet ned. Længere tilbage i tiden lå der et charmerende bindingsværkshus i flere etager, Café Atlanten, med en karakteristisk statue af Atlas lavet af billedhuggeren Johannes Mølgaard på tagryggen. Fremme i nutiden er Marmorvej anlagt hen over området til FN-Byen.
I området omkring Dampfærgevej og Pakhusvej er der i de senere år skudt en del bebyggelse op, kontorer og eksklusive lejligheder, inkl. et hotel, et par caféer og købmænd. I den sydligste ende ved Indiakaj ligger der fine gamle pakhuse og administrationsbygninger.
Mest markante bygning er Svanemølleværket fra 1953, hvor Dong Energy i dag har sæde. Bygningen er opført i rustikrøde mursten, meget firkantet, omtrent som legoklodser sat ovenpå hinanden. Udenpå porten er der et digitaltal, der markerer hvor længe der ikke har været arbejdsulykker.
Ringvejen er meget trafikeret i fire spor, bl.a. al trafik til Oslo, Swinoujscie og Kleipeda. Buslinie 26 og 27 kører også ad gaden.